# Hukla
Hukla (volle Firmierung in Eigenschreibweise HUKLA-WERKE G.m.b.H. Matratzen- und Polstermöbel) war ein deutscher Hersteller von Polstermöbeln aus Gengenbach. Das Unternehmen wurde 1936 gegründet und ging 2012 in die Insolvenz. Die Markenrechte wurden zuvor verkauft und liegen mit Stand September 2022 beim Möbelhersteller Polipol.

## Geschichte
Seine Wurzeln hat das Unternehmen in einer 1936 durch Eugen Klaussner in Haslach im Kinzigtal gegründeten Matratzenfabrik. Der Name ist dabei ein Akronym, welches sich von Klaussner Vater Hugo Klaussner ableitet, der spätestens ab 1915 eine Sattlerei im Schwarzwald betrieb.
1951 folgten die Umstellung auf Polstermöbel und der Umzug nach Gengenbach südöstlich von Offenburg, wo in der Hochphase 2500 Menschen beschäftigt waren. Erbe Hans-Jürgen Klaussner übernahm u. a. 1979 ein US-Möbelunternehmen und expandierte mit dem Unternehmen, bis es 1989 weltweit 6000 Mitarbeiter zählte. 1994 wurde in Torgelow das örtliche Polstermöbelwerk übernommen, welches in den 1950er Jahren aus dem Zusammenschluss von Handwerksbetrieben zu einer Produktionsgenossenschaft des Handwerks (PGH) entstanden war und später der Volkseigene Betrieb Sitz- und Polstermöbel wurde.
In den Geschäftsjahren 2000/2001 und 2001/2002 erwirtschaftet Hukla Umsätze in Höhe von 200 respektive 144,8 Millionen Euro sowie Verluste in Höhe von 12 bzw. über 10 Millionen Euro. Anschließend sank der Umsatz noch einmal auf 120 Millionen Euro. Im Sommer 2004 meldete Gengenbachs damals größter Arbeitgeber mit 1250 Mitarbeitern Insolvenz an, aus der er vom Steinhoff-Konzern gerettet wurde. In der anschließend neu gegründeten GmbH sank die kumulierte Mitarbeiterzahl auf 600. Im September 2011 veräußerte der global tätige Möbelkonzern die Gesellschaft an Mathias van Roij, der daraus die Hukla Holding formte. Unter der neuen Führung wurden im Januar 2012 die Namensrechte, die Patente an Relax-Sesseln sowie zwei Produktionsstandorte in Torgelow und in Polen mit rund 300 Beschäftigten an den Diepenauer Möbelhersteller Polipol abgetreten und das Unternehmen in Polstermöbel GmbH umfirmiert. Gut vier Monate später teilte ein Insolvenzverwalter am letzten Freitag im April 2012 mit, dass das Unternehmen am darauffolgenden Montag schließen werde. Van Roij führte als Hauptgrund die Kostenstruktur am Standort an, die in vielen Bereichen durch kostenintensive Handarbeit geprägt gewesen sei.
Im Mai 2019 erwarb die Stadt Gengenbach knapp 80.000 Quadratmeter des Hukla-Areals, um gemeinsam mit der Firma Aliseo ein rund 17 Hektar großes Gebiet neu zu überplanen.
Die in Haslach verbliebene Matratzenproduktion der ehemaligen Hukla besteht als Schwarzwald Schlafsysteme weiter.

## Trivia
Bis einschließlich 2002 war ein 3,8 Hektar großes Weingut in die Hukla eingegliedert.
Trotz offizieller Inaktivität begab sich die Münchner Rockband Glow im Juli 2011 noch einmal ins Studio, um die spaßige Punk-Nummer Downhill on Your Bed für die von Hukla ausgerichtete und in der Skihalle Neuss ausgetragene Downhill-Matratzen-Weltmeisterschaft aufzunehmen.